# Tibetanos
Os tibetanos (em tibetano: =བོད་པ།; em chinês: 藏族, pinyin Zàng Zú) formam o grupo étnico nativo do Tibete e das áreas que o circundam, abrangendo uma região que vai da Ásia Central, a norte e oeste, a Mianmar e a China histórica, no leste, e até a Índia, Nepal e Butão, ao sul. Com 5,4 milhões de integrantes, constituem o 10º maior dos 56 grupos étnicos reconhecidos oficialmente pela República Popular da China.

## Demografia
O numero moderno dos tibetanos ainda é motivo de disputas; o Governo do Tibete no Exílio alega que o número de tibetanos caiu de 6,3 milhões para 5,4 desde 1959, enquanto o governo da República Popular da China afirma que o número teria subido de 2,7 para 5,4 milhões, desde 1954. O SIL Ethnologue documenta uma cifra de 125 000 tibetanos vivendo no exílio da Índia, 60 000 no Nepal e 4 000 no Butão. A Administração Central Tibetana criou um 'Livro Verde' (espécie de certificado de identidade de cidadania) para os refugiados tibetanos; com base nestes dados chegou-se ao número de 145 150 tibetanos na diáspora: pouco mais de 100 000 na Índia, mais de 16 000 no Nepal e mais de 1 800 no Butão, além de 25 000 espalhados pelo mundo. Existem comunidades tibetanas nos Estados Unidos, Canadá, Reino Unido, Suíça, Noruega, França, Taiwan e Austrália.
Grupos tibetanos no exílio estimam que o número de mortes ocorridas no Tibete desde a invasão do Exército de Libertação Popular, ocorrida em 1950, seja de 1 200 000. Registros oficiais do governo chinês, por outro lado, indicam um aumento da população étnica tibetana na Região Autônoma do Tibete, de 1,2 milhões em 1952 para 2,6 milhões no fim de 2000. Ambas as estimativas são dúbias, no entanto, já que um nunca se realizou um censo real na região.
"A estimativa fornecida pelo governo tibetano em 1953 de uma população de 1 milhão para a RAT excluía a [população] de Chamdo, que só foi colocada sob a jurisdição da RAT em 1956. Não se baseou num censo de verdade mas sim foi o resultado de suposições bem-informadas. A maior parte das declarações da RPC sobre a natureza das mudanças populacionais ocorridas na RAT até a década de 1960 são igualmente baseadas em suposições."
A maior parte deste crescimento populacional foi atribuído, pelas autoridades da China, às melhorias na qualidade de vida e dos tratamentos de saúde disponíveis ao tibetano médio desde o início das reformas feitas pelo governo chinês. De acordo com as fontes chinesas, a taxa de mortalidade infantil no Tibete no ano 2000 seria de 35,3 por 1 000, comparado com 430 por 1 000 em 1951. A expectativa de vida média dos tibetanos subiu de 35 anos, na década de 1950, para mais de 65, na década de 2000. Estas estatísticas também são problemáticas, no entanto, e não sofreram comparações com o resto do país.
"Em 2004 a UNICEF informou que, apesar das recentes melhorias de destaque, a taxa de mortalidade infantil na RAT era de 53 por mil nascimentos, e a de mortalidade materna "era de mais de 400 a cada 100 000 nascimentos, mais de oito vezes a taxa nacional" (UNICEF 2004). Melvyn Goldstein e seus colegas quantificaram a taxa de mortalidade infantil na RAT como sendo de 3,1% em 2004 (Diário do Povo Online, 31 de março de 2005) ou 2,6%, menos que a média da China (Feng Jianhua 2005). Outras publicações oficiais chinesas colocam a taxa de mortalidade materna no Tibete em 2001 como sendo de 327,3 por 100 000, comparado a 43,2 por 100 000 na China como um todo, de acordo com as cifras do Ministério da Saúde. Uma ONG afirmou que a taxa em determinada área seria próxima a 700 por 100 000 (Fundo de Alívio à Pobreza no Tibete, n.d.: 5). A alta taxa de mortes perinatais entre mães e crianças ainda em 2000-2001, e a relativa rapidez com que estas taxas diminuíram desde então, sugerem que as condições de saúde nas áreas rurais teriam permanecido precárias até a década de 1980, quando as cifras se tornaram confiáveis. . . . Um estudo estrangeiro descobriu que 51% das crianças tibetanas em áreas rurais tinham pequena estatura devido à má nutrição (Harris et al. 2001: 341-47). Apenas 39% dos domicílios do Tibete têm sal iodado, comparado a 95% em toda a China, cuja deficiência provoca séria incidência de retardo mental e bócio (UNICEF 2004)."

## Língua
O tibetano abrange diversos dialetos. Os khampas têm diversos dialetos kham, que não são inteligíveis aos amdowas, enquanto o dialeto de Lhasa não é compreensível para qualquer um destes grupos.

## Adaptação física às altas altitudes

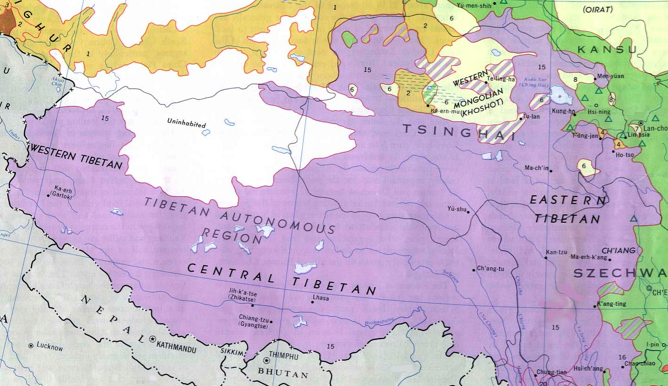
Grupos etnolinguísticos do tibetano, 1967 (ver mapa completo, com legenda)

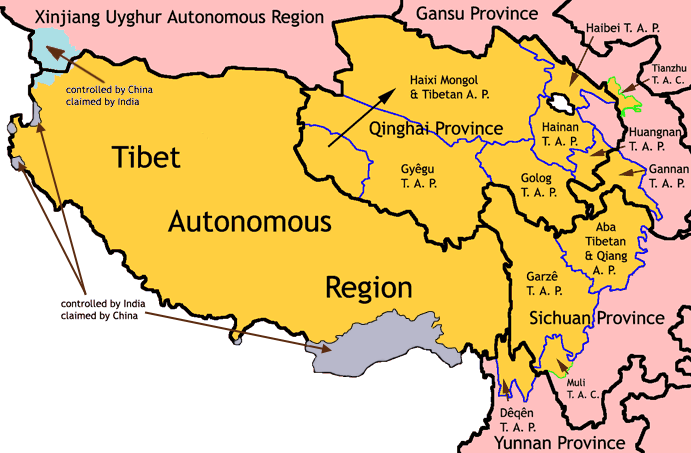
Entidades autônomas étnicas tibetanas colocadas em prática pela República Popular da China; seus opositores questionam o nível real de autonomia.

A capacidade dos tibetanos de funcionar normalmente na atmosfera deficiente em oxigênio típica destas altas altitudes - que frequentemente chegam a mais de 4 400 metros, frequentemente desconcertou aqueles que estudaram este povo. O Projeto Paleolítico do Tibete estuda a colonização do planalto feita durante a Idade da Pedra, esperando conseguir mais informações sobre a capacidade humana de se adaptar às altas altitudes da região, bem como as estratégias culturais desenvolvidas pelos tibetanos ao aprender a sobreviver neste ambiente inóspito.
Recentes estudos mostraram que, embora os tibetanos que vivam na altitude não tenham mais oxigênio em seu sangue do que outros povos, eles têm dez vezes mais óxido nítrico e o dobro do fluxo de sangue em seus antebraços do que povos que vivem em altitudes baixas. O óxido nítrico causa a dilatação dos vasos sanguíneos, permitindo que o sangue flua com maior rapidez às extremidades, e facilitando a liberação de oxigênio para os tecidos. O que ainda não se sabe é se os altos níveis de óxido nítrico se devem a uma mutação genética, ou se pessoas vindas de altitudes mais baixas também desenvolveriam gradualmente esta adaptação após viver por períodos prolongados nas regiões mais altas.

## Origens genéticas

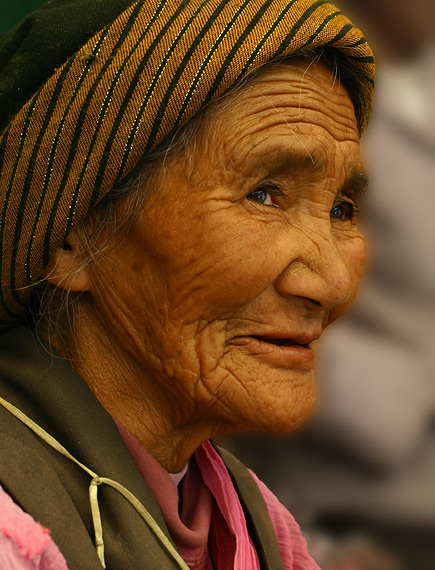
Idosa tibetana.

A distribuição do haplogrupo D-M174 é encontrada em quase todas as populações da Ásia Central e do Nordeste da Ásia ao sul da fronteira russa, embora geralmente numa frequência baixa (2% ou menos). Um aumento dramático sua frequência ocorre à medida que se aproxima do Planalto Tibetano/de Qinghai, na China ocidental. O haplogrupo também é encontrado com grande frequência no Japão, porém é pouco encontrado nas populações Han que habitam a China continental, e separam geograficamente o Japão do Tibete.

Segundo o tibetólogo franco-polonês Rolf Stein:
Diferentes tipos raciais vivem lado a lado ou acabam por coalescer. A variedade predominante, na maior parte dos casos, é mongoloide, porém muitos viajantes ficaram surpresos com o que descreveram como um tipo 'índio pele-vermelha' (em Kongpo, entre os nômades Hor, e em Tatsienlu). Outros notaram um elemento europeu, 'helênico' ou caucasiano, que por vezes parece ser idêntico ao tipo que o antecedeu, e por outras denota uma variedade separada, especialmente no nordeste do Tibete. Uma variedade com características de nanismo ocorreu em Chala, distrito de Kham. Embora todas estas sejam apenas impressões, o fato de que diferentes grupos existem é evidente. De acordo com viajantes que não alegam possuir qualquer conhecimento científico, o tipo braquicefálico é predominante nas comunidades de fazendeiros do vale do Bramaputra e no sudeste da região. Em Ladakh aparentemente teria sido sobreposta uma variedade dolicocefálica (sem dúvida dárdicos). Os habitantes do norte, na região dos lagos Changthang, como os hor e os goloks, são dolicocefálicos. Os antropólogos, no entanto, distinguem apenas entre dois tipos: um distintamente mongoloide e de porte pequeno, típico do Kham, e os tipos 'loiros' de olhos azuis, também observados no nordeste.
A alegação romântica de que os hopis americanos e os tibetanos teriam algum parentesco não encontrou qualquer suporte nos estudos genéticos. Sua origem, no entanto, acabou por ser esclarecida com um estudo genético no qual ficou indicado que os cromossomos-Y tibetanos têm origens múltiplas: uma da Ásia Central, e a outra da Ásia Oriental.

## Religião

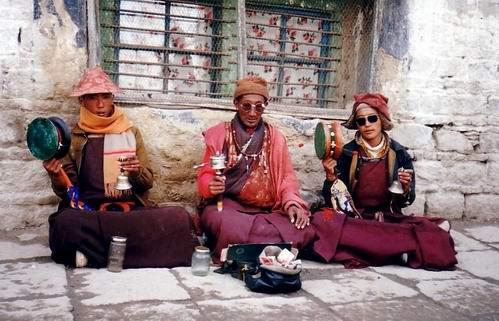
Três monges em Lhasa, 1993.

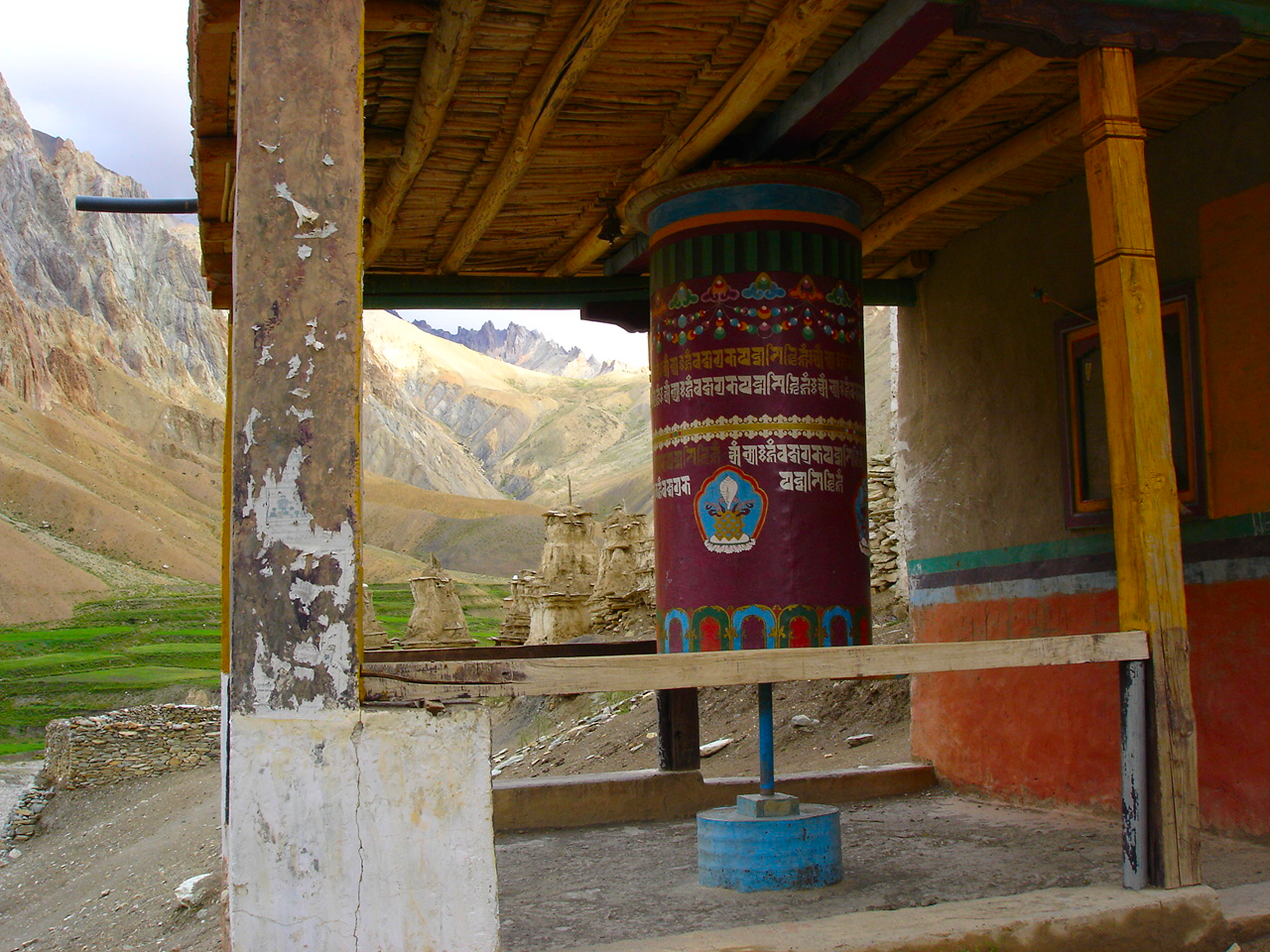
Uma roda de orações, com o chorten (estupa) ao fundo.

A maior parte dos tibetanos observa o budismo tibetano, ou um grupo de tradições nativas conhecidas coletivamente como Bön, que foram absorvidas pelo budismo tibetano. Também existe uma minoria de muçulmanos tibetanos.
Segundo as lendas locais o 28º rei do Tibete, Lhatotori Nyentsen, teria sonhado com um tesouro sagrado que havia caído do céu, e que continha uma sutra, mantras e objetos religiosos budistas. Como a escrita tibetana ainda não havia sido inventada, ninguém sabia como traduzir este texto nem compreender seu significado. O budismo só teria se fixado no Tibete durante o reinado de Songtsen Gampo, que se casou com duas princesas budistas, Bhrikuti e Wencheng. A religião então se popularizou quando Padmasambhāva visitou o Tibete, a convite do 38º rei tibetano, Trisong Deutson.
Atualmente é comum ver tibetanos colocando pedras Mani em locais públicos. Os lamas tibetanos, tanto budistas quanto os do Bön, desempenham um papel crucial na vida dos tibetanos, conduzindo suas cerimônias religiosas e cuidando dos mosteiros. Os peregrinos costumam colocar bandeiras de oração sobre locais considerados sagrados, como um símbolo de boa sorte. A roda de oração, um meio de simular o canto de um mantra através da rotação física de um objeto, por diversas vezes, na direção horária, também é uma visão comum entre os tibetanos. Para não profanar artefatos religiosos, como as pedras e rodas, estupas e gompas, os budistas tibetanos costumam carregá-los apenas na direção horária (embora o inverso aconteça com os praticantes do Bön). Os budistas tibetanos também costumam entoar a oração "Om mani padme hum", enquanto os praticantes do Bön entoam "Om matri muye sale du".

## Cultura

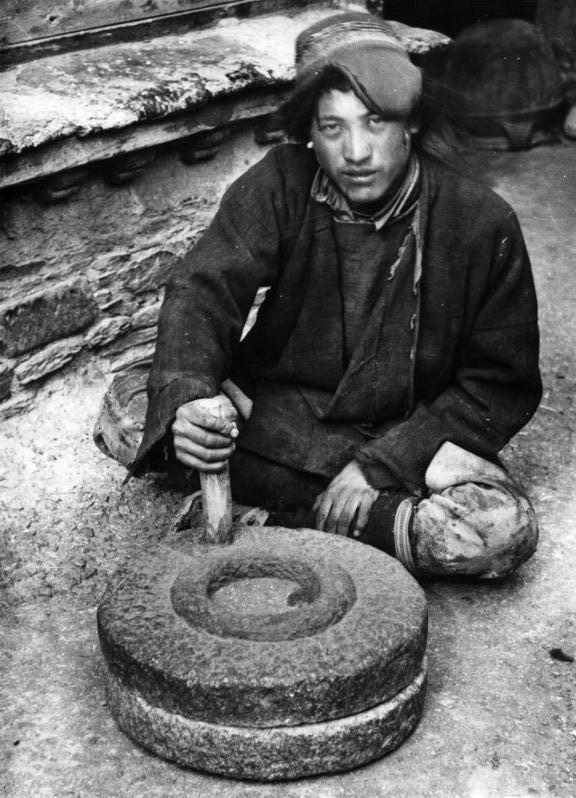
Tibetano, com chapéu típico, moendo cevada frita (foto de 1938).

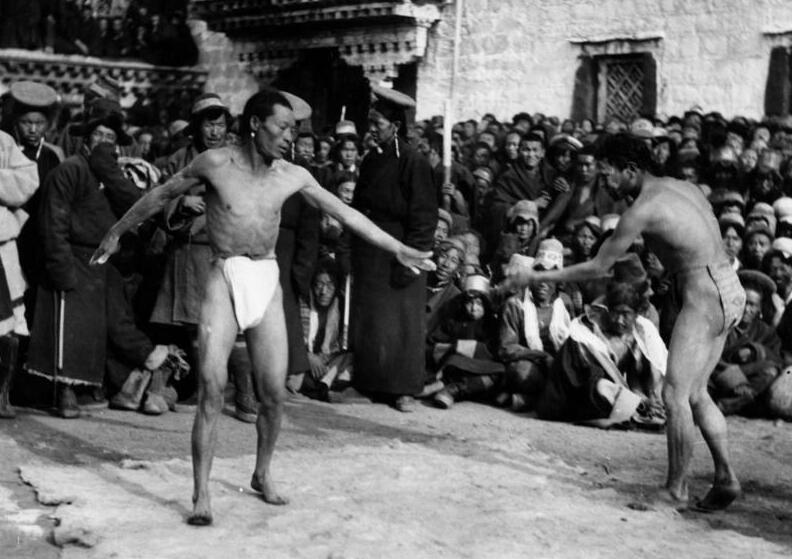
Lutadores tibetanos, em 1938.

Os tibetanos tradicionalmente explicam suas origens a partir do casamento do macaco Pha Trelgen Changchup Sempa com a ogra da pedra Ma Drag Sinmo.
O Tibete tem uma cultura rica; festivais típicos como o Losar, Shoton, Linka e o 'Festival do Banho' têm raízes na religião indígena, embora também apresentem influências estrangeiras. Existe a tradição, associada ao Festival do Banho, de banhos rituais em ocasiões especiais, como o nascimento e o casamento.

### Arte
A arte tibetana é de natureza profundamente religiosa, desde as estátuas ricamente detalhadas dos gompas até as gravuras em madeira e os desenhos intricados das pinturas thangka, e está espalhada por objetos e aspectos da vida cotidiana.
As pinturas thangka, um sincretismo da pintura em pergaminhos originária da Índia com o estilo de pintura do Nepal e da Caxemira, surgiu na região do Tibete por volta do século VIII. Retangular, e utilizado como base o algodão ou o linho, geralmente retratam motivos tradicionais, como temas religiosos, astrológicos e teológicos, e por vezes uma mandala. Para se assegurar a permanência do desenho, pigmentos minerais e orgânicos são adicionados, e a pintura é envolta em coloridos brocados de seda.

### Dramaturgia
A ópera popular tibetana, conhecida como Ache lhamo (literalmente "irmã deusa" ou "irmã celestial") é uma combinação de danças, cânticos e canções, cujo repertório é extraído das histórias budistas ou da história do próprio Tibete.
Foi criada no século XIV por Thangthong Gyalpo, um lama e construtor de pontes. Gyalpo, com sete garotas que havia recrutado, organizou a primeira performance para levantar fundos para a construção de pontes que facilitariam o transporte pelo Tibete. A tradição perdurou pelos séculos seguintes, e até hoje apresentações são encenadas em diversas ocasiões festivas, como os festivais de Lingka e Shoton festival. As obras, geralmente dramas, são encenadas sobre um palco simples; máscaras coloridas são utilizadas para identificar os personagens, com o vermelho representando um rei, e o amarelo divindades ou lamas. As apresentações se iniciam com a purificação do palco, e bênçãos; o narrador então canta um sumário da trama, e a performance se inicia. Outra benção ritual é conduzida ao fim da peça. Diversos épicos históricos foram escritos por grandes lamas, falando sobre a reencarnação de um "escolhido" que fará grandes coisas.

### Arquitetura

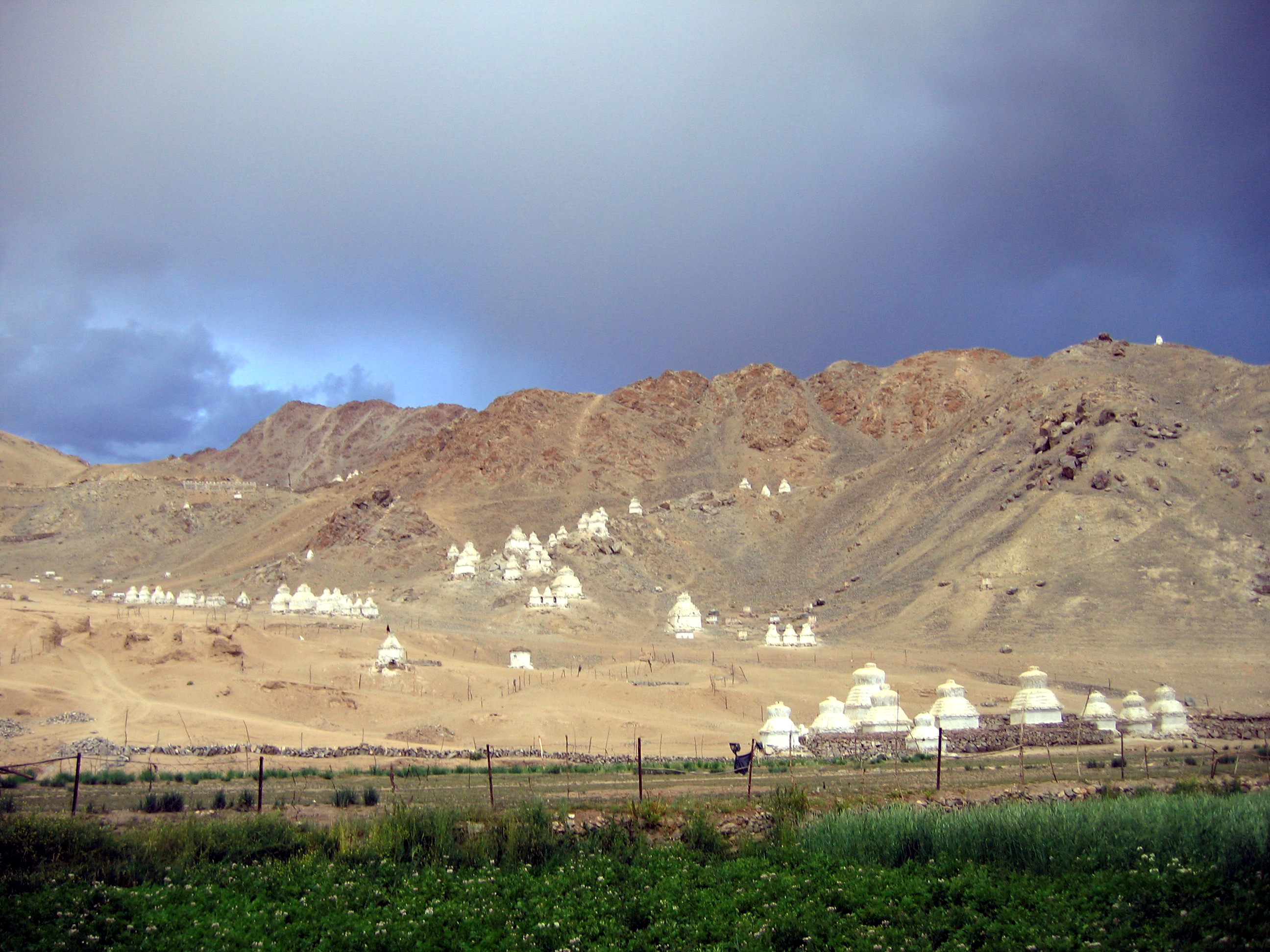
Vista de Ladakh, com diversos chörtens.

A característica mais incomum da arquitetura típica tibetana é que muitas de suas casas e mosteiros são construídos sobre sítios elevados e ensolarados, voltados para o sul. Os edifícios costumam ser construídos com uma mistura de rochas, madeira, cimento e terra. Existe pouco material combustível disponível para ser utilizado como aquecimento ou iluminação, portanto os tetos são construídos retos para conservar o calor, e diversas janelas são abertas, para permitir a entrada da luz do sol. As paredes costumam ser inclinadas para dentro, num ângulo de dez graus, como forma de se precaver contra os frequentes terremotos nas regiões montanhosas. Costumam ser pintados de branco por fora, e ricamente decorados em seus interiores.
Com 117 metros de altura e 360 metros de comprimento, o Palácio de Potala é considerado o mais importante exemplo da arquitetura do Tibete. Antiga residência do Dalai Lama, contém mais de mil aposentos, distribuídos em treze andares, e tem os retratos de todos os dalai lamas do passado, além de estátuas do Buda. Divide-se no Palácio Branco, sua parte exterior, que abriga os aposentos administrativos, e os Aposentos Vermelhos, onde se localiza o salão de assembleia dos lamas, diversas capelas, 10.000 santuários e uma ampla biblioteca de escrituras budistas.

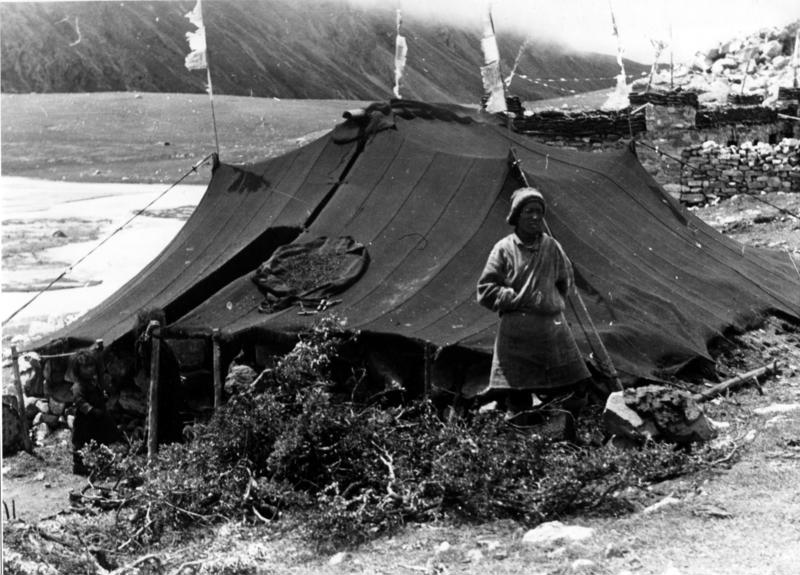
Nômade tibetano e tenda de feltro, 1938.

### Medicina
A medicina tradicional tibetana é uma das mais antigas formas de medicina do mundo. Utiliza cerca de dois mil tipos de plantas, quarenta espécies animais e cinquenta minerais. Uma das principais figuras no seu desenvolvimento foi o renomado médico Yutok Yonten Gonpo, que produziu os Quatro Tantras Médicos, que integram material das tradições médicas da Pérsia, da Índia e da China. Os tantras contêm 156 capítulos dispostos na forma de thangkas, que contam sobre a medicina tibetana arcaica e a essência dos medicamentos utilizados em outros locais.
Yuthok Sarma Yonten Gonpo, descendente de Yutok Yonten Gonpo, consolidou a tradição com mais dezoito obras médicas. Um de seus livros inclui pinturas que mostram a maneira de curar um osso quebrado, além de figuras anatômicas dos órgãos do corpo humano.

### Culinária
A culinária do Tibete reflete a herança rica do país e a adaptação de seu povo às altas altitudes e às restrições culinárias impostas por suas religiões. O cultivo mais importante é o da cevada; massas feitas de farinha de cevada, chamadas tsampa, formam o alimento básico o Tibete; são enroladas na forma de talharim ou de bolinhos chamados de momos. A semente de mostarda é cultivada no Tibete, e está muito presente em sua culinária, bem como o iogurte, a manteiga e o queijo feitos a partir do leite de iaque. Um iogurte de iaque bem preparado é considerado um item prestigioso na gastronomia local.

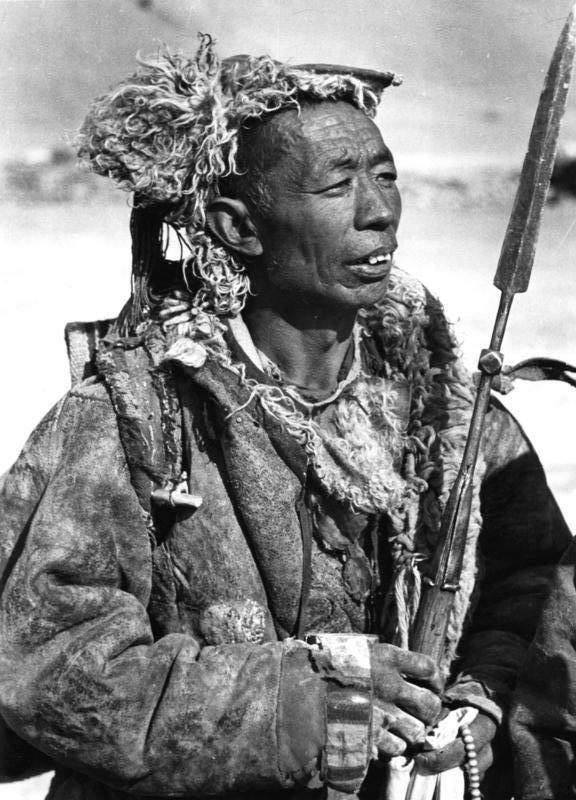
Homem com lança, Tibete ocidental, 1938.

### Aparência e vestuário
A maior parte dos tibetanos tem cabelos compridos, embora recentemente, devido à influência chinesa, tenha-se passado a adotar cortes mais curtos. As mulheres trançam seus cabelos em dois rabos-de-cavalo, com as garotas mais jovens num só.
Devido ao clima frio do Tibete, homens e mulheres usam vestes longas e pesadas (chuba). Os homens utilizam uma versão mais curta, com calças por baixo. O estilo da vestimenta varia de acordo com as regiões. Tibetanos nômades costumam usar versões mais grossas, feitas de pele de carneiro.